# 葉山嘉樹
葉山 嘉樹（はやま よしき、1894年（明治27年）3月12日 - 1945年（昭和20年）10月18日）は、日本の小説家。本名嘉重。
福岡県京都郡豊津村（現・みやこ町）出身。早稲田大学高等予科文科中退。労働運動に従事し、職を転々とする傍ら、「文芸戦線」に発表した『淫売婦』で注目され、作家生活に入る。『セメント樽の中の手紙』や長編『海に生くる人々』などで労働者階級の生活と反抗と連帯感を描き、初期プロレタリア文学の代表的存在となった。その後開拓団員として満洲に渡り、敗戦後、引揚げの車中で病没した。農民小説も書いた。

## 生涯
士族の家庭に生まれる。旧制豊津中学（現：福岡県立育徳館高等学校）から1913年に早稲田大学高等予科に進学するも、学費未納により除籍。その後、船員としてカルカッタ航路や室蘭－横浜航路の貨物船に乗船した。このときの経験が後年の作品の素材となっている。1920年（大正10年）、名古屋のセメント工場（1918年（大正7年）設立の名古屋セメント。同社は1922年（大正11年）に豊国セメントに合併）に勤務、そこでの労働事故をきっかけに労働組合を作ろうとするが失敗し、解雇される。その後名古屋労働者協会に加入、各種労働争議を指導した。
1923年（大正12年）、「名古屋共産党事件」で検挙、名古屋刑務所に未決囚として投獄され、獄中で「淫売婦」「難破」(のちに「海に生くる人々」と改題)を執筆。一旦保釈されたが、1924年（大正13年）有罪が確定。巣鴨刑務所に服役中、名古屋刑務所で遭遇した関東大震災の体験に基づき「牢獄の半日」を執筆し雑誌『文芸戦線』に発表する。1925年（大正14年）出獄後、『文芸戦線』1925年11月号に「淫売婦」、1926年1月号に「セメント樽の中の手紙」を、「海に生くる人々」を改造社から書き下ろしで発表し、これにより葉山は一躍文壇の新進作家となる。
既存のプロレタリア文学が観念的、図式的であったのに対し、葉山の作品は、人間の自然な感情をのびのびと描き、なおかつ芸術的完成度が高かった。特に「海に生くる人々」は、日本プロレタリア文学の傑作といわれる。プロレタリア文学運動が、『戦旗』派と『文芸戦線』に分かれたとき、『文芸戦線』派に属し、その代表的な作家として活動した。
特別高等警察（特高）による思想統制が激しくなり、日本の国論が中国大陸への侵出に統一されていくと、葉山は転向し、翼賛体制への支持を強めた。1934年からは長野県に住み、現地で小説を書きながら、工事現場で働いたりもした。
1943年には満洲国で発行された『満洲新聞』に投稿し、自らも満洲国への開拓団運動に積極的にかかわるようになって何度も渡満した。最終的には開拓村に移住するために1945年6月、娘とともに渡満したが、ソ連軍の満洲占領と第二次世界大戦の日本敗北により日本への帰国を決める。その途中、1945年10月18日、列車内で脳溢血を起こし、徳恵駅に着いた時には死亡していた。戒名は清流院葉山大樹居士。遺体は徳恵駅付近の線路際に埋葬され、遺髪が長女によって青山霊園の解放運動無名戦士墓に納められた。
1977年10月18日、故郷のみやこ町（当時は豊津町）八景山に文学碑が設立された。

## 主な作品
- 牢獄の半日 (文芸戦線 1924.10)
- 淫売婦 (文芸戦線 1925.11)
- セメント樽の中の手紙 (文芸戦線 1926.1)
- 海に生くる人々 (改造社 1926.10)
- 移動する村落 (東京朝日新聞 1931.9-1932.9)
- 濁流 (中央公論 1936.7)

## 著書
- 淫賣婦 (春陽堂 1926)
- 海に生くる人々 (改造社 1926)
- 浚渫船 (春陽堂 1927 文壇新人叢書)
- 新選葉山嘉樹集 (1928 改造社 新選名作集)
- 勞働者の居ない船 (1929 改造文庫)
- 稚き鬪士 (日本評論社 1930 新作長篇小説選集)
- 誰が殺したか? (日本評論社 1930 日本プロレタリア傑作選集)
- 仁丹を追つかける (塩川書房 1930 プロレタリア前衛小説戯曲新選集)
- 葉山嘉樹全集 (改造社 1933 日本文学大全集24)
- 今日様 (ナウカ社 1935 小説集)
- 山谿に生くる人人 (竹村書房 1938 創作集)
- 海と山と (河出書房 1939 書きおろし長篇小説叢書)
- 流旅の人々 (春陽堂 1939 生活文学選集)
- 山の幸 (日本文学社 1939)
- 濁流 (新潮社 1940 昭和名作選集)
- 葉山嘉樹随筆集 (春陽堂書店 1941)
- 裸の命 (日本出版社 1946 日本文学選集)
- 葉山嘉樹全集 (小学館 1948)
- 淫売婦・移動する村落 他五篇 (岩波文庫 1954) 復刊1994
- 海に生くる人々 （岩波文庫 1971 度々復刊）、新日本文庫、1975
- 葉山嘉樹日記　(筑摩書房 1971)
- 葉山嘉樹全集 全6巻 (筑摩書房 1975-76)
- 葉山嘉樹集 (新日本出版社 1984 日本プロレタリア文学集8)
- 葉山嘉樹全集 (未収録作品と建碑記念寄稿文集 天下の糸平生誕百五十年・葉山嘉樹来住五十年記念建碑期成会 1985.7)
- 葉山嘉樹短編小説選集 (郷土出版社 1997.4)
- セメント樽の中の手紙  (角川文庫 2008.9)
- 葉山嘉樹短篇集（道籏泰三編 岩波文庫 2021.5）